# Japan op de Olympische Zomerspelen 1932
Japan nam deel aan de Olympische Zomerspelen 1932 in Los Angeles, Verenigde Staten. Met zeven gouden medailles was het het meest succesvolle jaar tot dan toe. De prestatie zou pas overtroffen worden op de Spelen van 1964 in eigen land.

## Medailleoverzicht
| Sport        | Olympiër | Onderdeel                | Medaille |
| ------------ | --- | ------------------------ | -------- |
| Atletiek     | Chuhei Nambu | hink-stap-springen (m)   | Goud     |
| Paardensport | Takeichi Nishi | individueel              | Goud     |
| Zwemmen      | Yasuji Miyazaki | 100m vrije slag (m)      | Goud     |
| Zwemmen      | Kusuo Kitamura | 1500m vrije slag (m)     | Goud     |
| Zwemmen      | Masaji Kiyokawa | 100m rugslag (m)         | Goud     |
| Zwemmen      | Yoshiyuki Tsuruta | 200m schoolslag (m)      | Goud     |
| Zwemmen      | Yasuji Miyazaki Masanori Yusa Takashi Yokoyama Hisakichi Toyoda                                                                                          | 4x200m vrije slag (m)    | Goud     |
| Atletiek     | Shuhei Nishida | polsstokhoogspringen (m) | Zilver   |
| Hockey       | Shunkichi Hamada Junzo Inohara Sadayoshi Kobayashi Haruhiko Kon Kenichi Konishi Hiroshi Nagata Eiichi Nakamura Yoshio Sakai Katsumi Shibata Toshio Usami | mannen                   | Zilver   |
| Zwemmen      | Tatsugo Kawaishi | 100m vrije slag (m)      | Zilver   |
| Zwemmen      | Shozo Makino | 1500m vrije slag (m)     | Zilver   |
| Zwemmen      | Toshio Irie | 100m rugslag (m)         | Zilver   |
| Zwemmen      | Reizo Koike | 200m schoolslag (m)      | Zilver   |
| Zwemmen      | Hideko Maehata | 200m schoolslag (v)      | Zilver   |
| Atletiek     | Chuhei Nambu | verspringen (m)          | Brons    |
| Atletiek     | Kenkichi Oshima | hink-stap-springen (m)   | Brons    |
| Zwemmen      | Tsutomu Ōyokota | 400m vrije slag (m)      | Brons    |
| Zwemmen      | Kentaro Kawatsu | 100m rugslag (m)         | Brons    |

## Deelnemers en resultaten

### Atletiek
| Olympiër                                                | Onderdeel                | Resultaat    | Prestatie                                                                                          |
| ------------------------------------------------------- | ------------------------ | ------------ | -------------------------------------------------------------------------------------------------- |
| Iwao Aizawa                                             | 100m (m)                 | 14e          | serie 3: 3de in 10,9 kwartfinale 4: 5de in 10,9                                                    |
| Takayoshi Yoshioka                                      | 100m (m)                 | 6e           | serie 7: 1ste in 10,9 kwartfinale 3: 2de in 10,8 halve finale 1: 3de in 10,83 finale: 6de in 10,79 |
| Itaro Nakajima                                          | 200m (m)                 | 14e          | serie 4: 1ste in 22,2 kwartfinale 1: 4de in 21,9                                                   |
| Teiichi Nishi                                           | 200m (m)                 | 20e          | serie 7: 3de in 22,4 kwartfinale 4: 5de in 22,1                                                    |
| Takayoshi Yoshioka                                      | 200m (m)                 | 13e          | serie 1: 2de in 22,3 kwartfinale 3: 4de in 21,8                                                    |
| Seiken Cho                                              | 400m (m)                 | 24e          | serie 5: 5de in 50,0                                                                               |
| Iwao Masuda                                             | 400m (m)                 | kwartfinale  | serie 3: 3de in 50,1 kwartfinale 1: 6de                                                            |
| Seikan Oki                                              | 400m (m)                 | kwartfinale  | serie 1: 2de in 50,5 kwartfinale 2: 6de                                                            |
| Masamichi Kitamoto                                      | 5000m (m)                | halve finale | serie 1: 9de                                                                                       |
| Shoichiro Takenaka                                      | 5000m (m)                | 12e          | serie 2: 7de in 15.56,0 finale: 12de in 17.20,0                                                    |
| Masamichi Kitamoto                                      | 10000m (m)               | 9e           | |
| Shoichiro Takenaka                                      | 10000m (m)               | 10e          | |
| Tatsuzo Fujita                                          | 110m horden (m)          | halve finale | serie 2: 3de in 15,1 halve finale 2: 4de in 14,8                                                   |
| Seiken Cho                                              | 400m horden (m)          | halve finale | serie 1: 4de in 56,5                                                                               |
| Takayoshi Yoshioka Chuhei Nanbu Izu Anno Itaro Nakajima | 4x100m (m)               | 5e           | serie 1: 2de in 41,8 finale: 5de in 41,3                                                           |
| Itaro Nakajima Iwao Masuda Seikan Oki Teiichi Nishi     | 4x400m (m)               | 5e           | serie 2: 1ste in 3.16,8 finale: 5de in 3.14,6                                                      |
| Taika Gon                                               | marathon (m)             | 9e           | 2:42.52                                                                                            |
| Seiichiro Tsuda                                         | marathon (m)             | 5e           | 2:35.42                                                                                            |
| Kim Un-bae                                              | marathon (m)             | 6e           | 2:37.28                                                                                            |
| Chuhei Nambu                                            | verspringen (m)          | Brons        | 7,45m                                                                                              |
| Kenkichi Oshima                                         | verspringen (m)          | DNS          | niet gestart                                                                                       |
| Naoto Tajima                                            | verspringen (m)          | 6e           | 7,15m                                                                                              |
| Chuhei Nambu                                            | hink-stap-springen (m)   | Goud         | 15,72m (WR)                                                                                        |
| Mikio Oda                                               | hink-stap-springen (m)   | 12e          | 13,97m                                                                                             |
| Kenkichi Oshima                                         | hink-stap-springen (m)   | Brons        | 15,12m                                                                                             |
| Kazuo Kimura                                            | hoogspringen (m)         | 6e           | 1,94m                                                                                              |
| Misao Ono                                               | hoogspringen (m)         | 7e           | 1,90m                                                                                              |
| Shizuo Mochizuki                                        | polsstokhoogspringen (m) | 5e           | 4,00m                                                                                              |
| Shuhei Nishida                                          | polsstokhoogspringen (m) | Zilver       | 4,30m                                                                                              |
| Saburo Nagao                                            | speerwerpen (m)          | 10e          | 59,83m                                                                                             |
| Kosaku Sumiyoshi                                        | speerwerpen (m)          | 8e           | 61,14m                                                                                             |
| Yuji Nagao                                              | kogelslingeren (m)       | 10e          | 43,41m                                                                                             |
| Masayoshi Ochiai                                        | kogelslingeren (m)       | 12e          | 41,00m                                                                                             |
|                                                         |                          |              | |
| Asa Dogura                                              | 100m (v)                 | 19e          | serie 4: 4de in 12,9                                                                               |
| Taka Shibata                                            | 100m (v)                 | 17e          | serie 3: 6de in 12,7                                                                               |
| Sumiko Watanabe                                         | 100m (v)                 | halve finale | serie 2: 3de in 12,2 halve finale 1: 5de                                                           |
| Michi Nakanishi                                         | 80m horden (v)           | DNF          | serie 1: niet gefinisht                                                                            |
| Mie Muraoka Michi Nakanishi Asa Dogura Sumiko Watanabe  | 4x100m (v)               | 5e           | 48,9                                                                                               |
| Yuriko Hirohashi                                        | hoogspringen (v)         | 8e           | 1,50m                                                                                              |
| Yae Sagara                                              | hoogspringen (v)         | 9e           | 1,50m                                                                                              |
| Mitsue Ishizu                                           | discuswerpen (v)         | 7e           | 33,52m                                                                                             |
| Mitsue Ishizu                                           | speerwerpen (v)          | 8e           | 30,81m                                                                                             |
| Masako Shinpo                                           | speerwerpen (v)          | 4e           | 39,08m                                                                                             |

### Boksen
| Olympiër           | Onderdeel   | Resultaat | Prestatie                                                  |
| ------------------ | ----------- | --------- | ---------------------------------------------------------- |
| Kiyonobu Murakami  | -50,8kg (m) | 5e        | 1ste ronde: vrij kwartfinale: V van GBR Pardoe: punten     |
| Akira Nakao        | -54kg (m)   | 5e        | 1ste ronde: vrij kwartfinale: V van PHI Villanueva: punten |
| Akira Nakao        | -57,2kg (m) | 9e        | 1ste ronde: V van SWE Carlsson: punten                     |
| Otsu Shoko         | -61,2kg (m) | 8e        | 1ste ronde: V van GER Kartz: punten                        |
| Aikoku Hirabayashi | -66,7kg (m) | 5e        | 1ste ronde: V van GER Campe: punten                        |

### Hockey
| Olympiër | Onderdeel | Resultaat | Prestatie                                           |
| --- | --------- | --------- | --------------------------------------------------- |
| Shunkichi Hamada Junzo Inohara Sadayoshi Kobayashi Haruhiko Kon Kenichi Konishi Hiroshi Nagata Eiichi Nakamura Yoshio Sakai Katsumi Shibata Toshio Usami | mannen    | Zilver    | V van Brits-Indië: 1-11 W van Verenigde Staten: 9-2 |

### Paardensport
| Olympiër                                 | Onderdeel   | Resultaat | Prestatie      |
| Eventing                                 | Eventing    | Eventing  | Eventing       |
| ---------------------------------------- | ----------- | --------- | -------------- |
| Shunzo Kido                              | individueel | 12e       | 212,833 punten |
| Tara Naro                                | individueel | 11e       | 242,000 punten |
| Morishige Yamamoto                       | individueel | 7e        | 257,333 punten |
| Shunzo Kido Tara Naro Morishige Yamamoto | team        | DNF       | niet gefinisht |
| Springconcours                           |             |           |                |
| Yasushi Imamura                          | individueel | DNF       | niet gefinisht |
| Takeichi Nishi                           | individueel | Goud      | 8 strafpunten  |

### Roeien
| Olympiër | Onderdeel    | Resultaat | Prestatie                                          |
| --- | ------------ | --------- | -------------------------------------------------- |
| Rokuro Takahashi Norio Ban Umetaro Shibata Daikichi Suzuki Shokichi Nanba                                                       | vier-met (m) | 6e        | serie 2: 3de in 7.16,8 herkansingen: 4de in 7.47,0 |
| Yoshio Enomoto Shigeo Fujiwara Saburo Hara Kenzo Ikeda Setsuo Matsura Taro Nishidono Hidemitsu Tanaka Setsuji Tanaka Toshi Sano | acht (m)     | 7e        | serie 2: 3de in 7.16,8 herkansingen: 4de in 7.47,0 |

### Schoonspringen
| Olympiër         | Onderdeel     | Resultaat | Prestatie     |
| ---------------- | ------------- | --------- | ------------- |
| Kazuo Kobayashi  | 3m plank (m)  | 6e        | 133,76 punten |
| Tetsutaro Namae  | 3m plank (m)  | 8e        | 125,18 punten |
| Hidekatsu Ishida | 10m toren (m) | 8e        | 75,92 punten  |
|                  |               |           |               |
| Etsuko Kamakura  | 3m plank (v)  | 7e        | 60,78 punten  |
| Etsuko Kamakura  | 10m toren (v) | 6e        | 31,36 punten  |

### Turnen
| Olympiër                                                                  | Onderdeel                | Resultaat | Prestatie      |
| ------------------------------------------------------------------------- | ------------------------ | --------- | -------------- |
| Shigeo Homma                                                              | individuele meerkamp (m) | 21e       | 103,100 punten |
| Fujio Kakuta                                                              | individuele meerkamp (m) | 24e       | 85,300 punten  |
| Takashi Kondo                                                             | individuele meerkamp (m) | 22e       | 101,925 punten |
| Toshihiko Sasano                                                          | individuele meerkamp (m) | 18e       | 108,475 punten |
| Yoshitaka Takeda                                                          | individuele meerkamp (m) | 23e       | 88,500 punten  |
| Shigeo Homma Fujio Kakuta Takashi Kondo Toshihiko Sasano Yoshitaka Takeda | meerkamp team (m)        | 5e        | 402,000 punten |

### Waterpolo
| Olympiër | Onderdeel | Resultaat | Prestatie                                                                |
| --- | --------- | --------- | ------------------------------------------------------------------------ |
| Akira Fujita Yasutaro Sakagami Takaji Takebayashi Seibei Kimura Tosuke Sawami Iwao Tokito Shuji Doi Takashige Matsumoto | mannen    | 4e        | V van Hongarije: 0-18 V van Duitsland: 0-10 V van Verenigde Staten: 0-10 |

### Worstelen
| Olympiër          | Onderdeel   | Resultaat   | Prestatie                                                                                  |
| Vrije stijl       | Vrije stijl | Vrije stijl | Vrije stijl                                                                                |
| ----------------- | ----------- | ----------- | ------------------------------------------------------------------------------------------ |
| Ichiro Hatta      | -61kg (m)   | 7e          | 1ste ronde: V van GRE Farmakidis 2de ronde: V van SWE Karlsson                             |
| Eitaro Suzuki     | -66kg (m)   | 6e          | 1ste ronde: V van HUN Kárpáti 2de ronde: V van FRA Pacôme                                  |
| Yoshio Kono       | -72kg (m)   | 6e          | 1ste ronde: V van CAN MacDonald 2de ronde: V van FIN Leino                                 |
| Kotani Sumiyuki   | -79kg (m)   | 5e          | 1ste ronde: W van CAN Stockton 2de ronde: V van SWE Johansson 3de ronde: V van HUN Tunyogi |
| Grieks-Romeins    |             |             |                                                                                            |
| Kiyoshi Kase      | -61kg (m)   | 5e          | 1ste ronde: W van DEN Schack 2de ronde: V van TCH Maudr 3de ronde: V van ITA Gozzi         |
| Miyazaki Yoneichi | -66kg (m)   | 4e          | 1ste ronde: V van DEN Kurland 2de ronde: vrij 3de ronde: V van SWE Malmberg                |
| Yoshida Shiichi   | -72kg (m)   | 6e          | 1ste ronde: V van FIN Kajander 2de ronde: V van ITA Gallegati                              |

### Zwemmen
| Olympiër                                                        | Onderdeel             | Resultaat | Prestatie                                                                                  |
| --------------------------------------------------------------- | --------------------- | --------- | ------------------------------------------------------------------------------------------ |
| Tatsugo Kawaishi                                                | 100m vrije slag (m)   | Zilver    | serie 2: 3de in 59,8 halve finale 2: 1ste in 59,0 finale: 2de in 58,6                      |
| Yasuji Miyazaki                                                 | 100m vrije slag (m)   | Goud      | serie 4: 1ste in 58,7 halve finale 1: 1ste in 58,0 (OR) finale: 1ste in 58,2               |
| Zenjiro Takahashi                                               | 100m vrije slag (m)   | 6e        | serie 3: 1ste in 59,5 halve finale 2: 3de in 59,5 finale: 5de in 59,2                      |
| Tsutomu Ōyokota                                                 | 400m vrije slag (m)   | Brons     | serie 5: 2de in 5.06,3 halve finale 1: 3de in 4.52,8 finale: 3de in 4.52,3                 |
| Noboru Sugimoto                                                 | 400m vrije slag (m)   | 5e        | serie 2: 2de in 5.00,2 halve finale 2: 2de in 4.59,0 finale: 5de in 4.56,1                 |
| Takashi Yokoyama                                                | 400m vrije slag (m)   | 4e        | serie 1: 1ste in 4.53,2 (OR) halve finale 1: 1ste in 4.51,4 (OR) finale: 4de in 4.52,5     |
| Sunao Ishiharada                                                | 1500m vrije slag (m)  | 9e        | serie 2: 2de in 20.09,5 halve finale 1: 4de in 20.31,2                                     |
| Kusuo Kitamura                                                  | 1500m vrije slag (m)  | Goud      | serie 1: 1ste in 19.55,2 halve finale 1: 1ste in 19.51,6 (OR) finale: 1ste in 19.12,4 (OR) |
| Shozo Makino                                                    | 1500m vrije slag (m)  | Zilver    | serie 4: 1ste in 19.53,3 halve finale 2: 1ste in 19.38,7 (OR) finale: 2de in 19.14,1       |
| Toshio Irie                                                     | 100m rugslag (m)      | Zilver    | serie 3: 1ste in 1.11,3 halve finale 2: 1ste in 1.10,9 finale: 2de in 1.09,8               |
| Kentaro Kawatsu                                                 | 100m rugslag (m)      | Brons     | serie 2: 3de in 1.10,9 halve finale 1: 3de in 1.10,2 finale: 3de in 1.10,0                 |
| Masaji Kiyokawa                                                 | 100m rugslag (m)      | Goud      | serie 1: 1ste in 1.08,9 halve finale 1: 1ste in 1.09,0 finale: 1ste in 1.08,6              |
| Reizo Koike                                                     | 200m schoolslag (m)   | Zilver    | serie 2: 1ste in 2.46,2 halve finale 1: 1ste in 2.44,9 (OR) finale: 2de in 2.46,6          |
| Shigeo Nakagawa                                                 | 200m schoolslag (m)   | 6e        | serie 4: 2de in 2.55,0 halve finale 2: 3de in 2.52,4 finale: 6de in 2.52,8                 |
| Yoshiyuki Tsuruta                                               | 200m schoolslag (m)   | Goud      | serie 1: 1ste in 2.46,2 (OR) halve finale 1: 2de in 2.45,2 finale: 1ste in 2.45,4          |
| Yasuji Miyazaki Hisakichi Toyoda Takashi Yokoyama Masanori Yusa | 4x200m vrije slag (m) | Goud      | 8.58,4                                                                                     |
|                                                                 |                       |           |                                                                                            |
| Yukie Arata                                                     | 100m vrije slag (v)   | 15e       | serie 4: 3de in 1.16,1                                                                     |
| Kazue Kojima                                                    | 100m vrije slag (v)   | 16e       | serie 3: 5de in 1.16,2                                                                     |
| Hatsuho Matsuzawa                                               | 100m vrije slag (v)   | 17e       | serie 1: 4de in 1.17,1                                                                     |
| Hatsuko Morioka                                                 | 400m vrije slag (v)   | 11e       | serie 4: 3de in 6.07,4                                                                     |
| Misao Yokota                                                    | 100m rugslag (v)      | 8e        | serie 1: 5de in 1.25,1                                                                     |
| Hideko Maehata                                                  | 200m schoolslag (v)   | Zilver    | serie 3: 1ste in 3.10,7 finale: 2de in 3.06,4                                              |
| Kazue Kojima Hatsuko Morioka Misao Yokota Yukie Arata           | 4x100m vrije slag (v) | 5e        | 5.06,7 (NR)                                                                                |

Argentinië · Australië · België · Brazilië · Brits-Indië · Canada · Colombia · Denemarken · Duitsland · Estland · Filipijnen · Finland · Frankrijk · Griekenland · Groot-Brittannië · Haïti · Hongarije · Ierland · Italië · Japan · Joegoslavië · Letland · Mexico · Nederland · Nieuw-Zeeland · Noorwegen · Oostenrijk · Polen · Portugal · Republiek China · Spanje · Tsjecho-Slowakije · Uruguay · Verenigde Staten · Zuid-Afrika · Zweden · Zwitserland